# 가람바 국립공원
가람바 국립공원(Garamba National Park)은 약 5,200km2 (2,000제곱마일) 면적의 콩고 민주 공화국 북동부에 있는 국립공원이다. 아프리카에서 가장 오래된 국립공원들 중 하나이며, 유네스코에서 1980년 세계문화유산으로 지정하였다. 1996년에는 유네스코 위험에 처한 세계유산에 등재되었다. 가람바 국립공원은 2005년부터 콩고 자연보전 연구소와 아프리카 공원에서 공동으로 관리하고 있다.

## 역사
가람바 국립공원은 1938년에 콩고 민주 공화국 북동부 남수단과 접한 위치에 설립되었다. 이 공원은 1980년 유네스코 세계 문화 유산으로 지정되었으며, 1984년부터 1992년까지 유엔 전문 기구의 위험에 처한 세계 유산 목록에도 포함되었다. 1991년에서 1993년 사이에 50,000명의 수단 난민이 수단 인민해방군의 영향으로 콩고로 피난을 와 가람바 국립공원 외곽에 정착하였는데, 이후 밀렵이 증가하였다. 1993년에서 1995년 사이에 밀렵꾼과 공원 관리인 간에 121건의 충돌이 발생했으며, 1991년부터 1996년까지 공원측은 900개 이상의 무기를 회수했다. 국제 코뿔소 제단은 1994년에 순찰차량 자금을 지원했고, 1995년에는 관리인들의 급여를 제공했다. 1996년 2월 코뿔소 두 마리가 사망하였는데, 바웨시라는 이름의 수컷과 줄리엣이라는 이름의 임신한 암컷이었다. 가람바 국립공원은 1996년 북부흰코뿔소 밀렵으로 인해 흰 코뿔소 개체가 15마리만이 남아있어 다시 유네스코 위험에 처한 세계유산 목록에 추가되었다. 제1차 콩고 전쟁과 제2차 수단 내전 동안 우간다 반군이 1997년 가람바 국립공원으로 피신하기도 했다.
가람바 국립공원은 2005년부터 콩고 자연보전 연구소와 협력하여 보존에 초점을 맞춘 비정부기구(NGO)인 아프리카 공원(African Parks)에서 관리하고 있다. 아프리카 공원의 밀렵 방지를 위한 노력은 성공한 것으로 알려져있다. BBC에 따르면 가람바 국립공원은 유럽 연합과 민간 기부자들이 자금지원을 받았다. 또한 아프리카 공원에 따르면 미국 국제개발처와 미국 어류 및 야생동물관리국, 살쾡이 재단, 세계은행 등의 다른 곳에서도 후원을 받고있다.
2005년부터 보호 지역은 Domaine Chasse Bili Uere와 함께 라이온 보호 단위로 간주된다.
2017년 기준, 지난 10년 동안 최소 21명의 공원 관리인이 밀렵꾼들에 의해서 사망했다. 이러한 보안 문제로 인해 가람바 국립공원은 관광지로 자리 매김하는데 어려움을 겪고있다. 조지프 코니의 신의 저항군이 국립공원을 성역으로 사용하기도 했다. 2009년 게릴라군은 국립공원의 나게로 기지를 공격하여 공원관리인 2명을 포함하여 최소 8명을 살해했고 13명이 부상을 입었다. 또한 반군은 식량과 연료를 훔치고 공원의 여러 건물들을 파괴했다. 밀렵꾼들은 2015년에 공원측과 있었던 3번의 충돌에서 5명의 순찰대원과 3명의 콩고군 군인을 살해했고, 10월에는 그 이상의 사람들을 살해했다. 2016년 4월, 밀렵꾼들은 3명의 관리인을 총으로 살해했으며, 2017년 4월에는 코끼리 밀렵꾼들이 당시 국립공원의 경영진을 포함한 사람들과 2명의 공원 관리인을 살해했다. 다큐멘터리 The Last Animals의 촬영을 위해 가람바 국립공원에 갔던 사진 기자 케이트 브룩스(Kate Brooks)의 말에 따르면, 2015년 1월에서 2017년 4월 사이에 가람바 국립공원을 지키기 위해서 13명의 공원 경비원들과 콩고 군인들이 목숨을 잃었다.

## 동식물
가람바 국립공원의 사바나 초원에는 많지는 않지만 아카시아속 식물들이 서식한다. 국립공원의 풀중 일부는 3m  높이까지 자라기도 한다.
가람바 국립공원에는 다양한 종류의 영양, 아메리카들소, 코끼리, 하이에나, 숲멧돼지, 기린, 하마, 사자 등 다양한 동식물이 서식하고 있다. 이 공원에는 콩고 민주 공화국에 남아있는 마지막 기린 개체군인 코르도판기린 아종이 서식하고있으며, 개체수는 60마리가 못된다. 뱀잡이수리를 포함한 286종의 조류와 138종의 포유류가 국립공원에 서식한다고 기록되어있다.
가람바 국립공원의 코끼리는 아프리카코끼리와 둥근귀코끼리 아종의 잡종으로 간주된다. 근 수십년간의 밀렵으로 인해서 국립공원의 코끼리 개체수는 크게 줄어들었다. 2011년기준 약 2,800마리의 코끼리가있었으나, 2017년에는 2,000마리 미만의 코끼리만 남은 것으로 추정된다. 이는 1960년대에서 1970년대에 보고 된 약 20,000마리에 비하면 크게 감소한 것이다. 2012년에만 22마리의 코끼리가 죽었고, 2014년에는 밀렵꾼들이 2개월 만에 국립공원의 코끼리 68마리를 죽였다.
기린 개체 수 또한 감소하고 있다. Mongabay에 따르면, 기린 개체 수는 1976년에 300마리로 최고치를 기록하였고, 2008년에는 100마리 대의 개체 수가 보고되었다. 타임스는 1993년에는 356마리의 기린이 있었고, 2007년에는 86 마리 밖에 남지 않았다고 보도했다. 크리스천 사이언스 모니터는 2003년에 86마리의 코르도판기린이 생존해 있었으나, 2016년에는 38마리에 불과하다고 보도했다. 2020년 현재 공원에는 55마리의 기린이 남아 있다. 가람바 국립공원의 기린 개체군에 가장 큰 위협은 밀렵이다.
공원에는 한때 북부 흰 코뿔소의 마지막 야생 개체가있었다. 2003 ~ 2004년 공원에는 20 ~ 25 마리의 흰 코뿔소가있는 것으로 보고 되었다.

## 같이 보기
- 아프리카의 국립공원 목록
- 위험에 처한 세계유산 목록
- 아프리카의 세계유산 목록
- 콩고 민주 공화국의 야생동물

### 작품 인용
- Prunier, Gérard (July 2004). “Rebel Movements and Proxy Warfare: Uganda, Sudan and the Congo (1986–99)”. 《African Affairs》 103 (412): 359–383. doi:10.1093/afraf/adh050. JSTOR 3518562.

## 추가 자료
- De Merode, E.; Hillman-Smith, K; Nicholas, A.; Ndey, A.; Likango, M. (2000). “The spatial correlates of wildlife distribution around Garamba National Park, Democratic Republic of Congo”. 《International Journal of Remote Sensing》 21 (13–14): 2,665–2,683. doi:10.1080/01431160050110223. Note: Published online 25 November 2010.
- Mcconnell, Tristan (2016년 2월 18일). “Saving the wildlife 'miracle' of Congo's Garamba park”. 《Phys.org》.
- Chan, Tessa (2017년 6월 9일). “Why Hong Kong should say no to ivory chopsticks: African park warden shot trying to stop elephant poaching appeals to city”. 《South China Morning Post》.